# Virtua Fighter 2 (jeu vidéo, 1996)
Virtua Fighter 2 est un jeu vidéo de combat développé par Sega-AM2 et édité par Sega en 1996 sur Mega Drive.
Il s'agit du seul épisode de la série Virtua Fighter en 2D, c'est une adaptation de Virtua Fighter 2 sorti l'année précédente en arcade.

## Système de jeu
C'est un jeu de combat.